# Sailor (Band)
Sailor ist eine britische Popgruppe, die 1973 gegründet wurde. Ihre größten Hits sind A Glass of Champagne und Girls, Girls, Girls aus den 1970er Jahren.

## Bandgeschichte

### Anfänge
Zunächst spielten der in Norwegen geborene Georg Kajanus (* 9. Februar 1946) und Phil Pickett (* 19. November 1946) gemeinsam in der Hausband des Pariser Clubs Café de Matelot. Die Gruppe trat auf Wunsch des Clubinhabers in Seemannskostümen auf, weil ihm ein Matrose einst das Leben gerettet hatte. Als der Club Anfang der 1970er Jahre abbrannte, zogen beide nach London, wo sie gemeinsam mit Keyboarder Henry Marsh (* 8. Dezember 1948) und Schlagzeuger Grant Serpell (* 9. Februar 1944) die Band Sailor gründeten. Ihre ersten Auftritte hatte die Gruppe 1974. Zunächst ging Sailor mit Kiki Dee und Cockney Rebel auf Tour. Das erste Album Sailor und die Single Traffic Jam erreichten in den Niederlanden sofort Gold-Status.

### Erfolge
1976 gelang Sailor mit A Glass of Champagne der internationale Durchbruch; die Single erreichte Platz zwei der britischen und Platz drei der deutschen Singlecharts. Im selben Jahr folgte Girls Girls Girls, das Platz zwei in Deutschland und Platz sieben in Großbritannien erreichte. Beides waren Auskopplungen aus dem Album Trouble. In Deutschland blieben diese beiden Lieder die einzigen Top-10-Erfolge, lediglich Stiletto Heels, ebenfalls aus dem Jahr 1976, erreichte noch Platz zwölf der Charts. 1977 erschienen One Drink Too Many und Down by the Docks, die sich in Deutschland in den Top 20 platzieren konnten.

### Comeback
1979 trennte sich die Band. Anfang der 1990er Jahre startete sie ein Comeback; die Titel The Secretary und La Cumbia erreichten in Deutschland die Top 40. Ende 1995 verließ Georg Kajanus die Band. An seine Stelle als Sänger trat Peter Lincoln, der vorher unter anderem bei Shakin’ Stevens und Cliff Richard gesungen hatte. 1999 verließ auch Henry Marsh die Band. Er wurde zuerst von Anthony England, später durch Rob Alderton ersetzt.
Im November 2002 wurde eine Live-DVD Pirate Copy – Sailor Live in Concert aufgenommen. Mitte 2005 kehrte Henry Marsh zur Band zurück. Im Frühjahr 2006 erschien das Album Buried Treasure mit alten Sailor-Aufnahmen. Im September 2006 verließ Sänger Peter Lincoln die Band, um zu Andy Scotts The Sweet zu wechseln. Von Oktober 2006 bis April 2009 sang Oliver Marsh, der Sohn von Gründungsmitglied Henry Marsh, in der Band. Er wurde für zwei Jahre durch Nick Parvin ersetzt, kehrte im Mai 2011 jedoch ebenso wie sein älterer Bruder Thomas Marsh zur Band zurück, der den Originaldrummer Grant Serpell ersetzt, der die Band Anfang 2011 verlassen hatte. 

## Musik
Auf den ersten drei Alben (Sailor 1974, Trouble 1975 und The Third Step 1976) präsentierte Sailor ein Konzept, bei dem der Bandname Programm war: Die Texte kreisten um das Leben als Seefahrer, und die Musik war geprägt von Einflüssen aus unterschiedlichsten Ländern und Epochen. Sailor verwendeten lateinamerikanische Rhythmen (Out of Money), Walzertakt (The Old Nickelodeon Sound) und Stilelemente, die an die Zwanziger Jahre erinnerten (Two Ladies on the Corner).
Georg Kajanus’ Leadstimme wechselte sich häufig mit mehrstimmigen Vokalpassagen ab (Girls, Girls, Girls). Prägend für den Stil von Sailor war außerdem, dass sie neben Klavier, akustischen Gitarren und Synthesizersounds (insbesondere für den Bass) zahlreiche popuntypische Instrumente wie Honkytonk-Klavier, Glockenspiel, Akkordeon, Harfe, Marimba, Hackbrett und Autoharp verwendeten.
Auf den späteren Platten Checkpoint (1977) und Hideaway (1978) vollzogen Sailor eine inhaltliche wie musikalische Abwendung vom bisherigen Konzept: Es flossen vermehrt aktuelle Pop-Elemente in ihre Musik ein, wie etwa Disco (Down by the Docks) und New Wave (Give Me Shakespeare). Außerdem kamen in den inzwischen nicht mehr nur von Georg Kajanus verfassten Songs erstmals auch elektrische Gitarren zum Einsatz.
Um ihre Arrangements auch bei Konzerten mit nur vier Musikern realisieren zu können, entwickelten Sailor das Nickelodeon, das wie zwei Rücken an Rücken gestellte Klaviere aussah. Das Instrument ist laut Bandmitglied Henry Marsh eine „maßgeschneiderte Allround-Maschine, die zwei sich gegenüberliegende Klaviere, zwei Synthesizer, Mini-Orgeln und Glockenspiele beinhaltet, alles mechanisch miteinander verbunden und untergebracht in einem Holzrahmen“. Sailors Nickelodeon ist nicht identisch mit dem ebenfalls so genannten Pianola.

## Soloprojekte

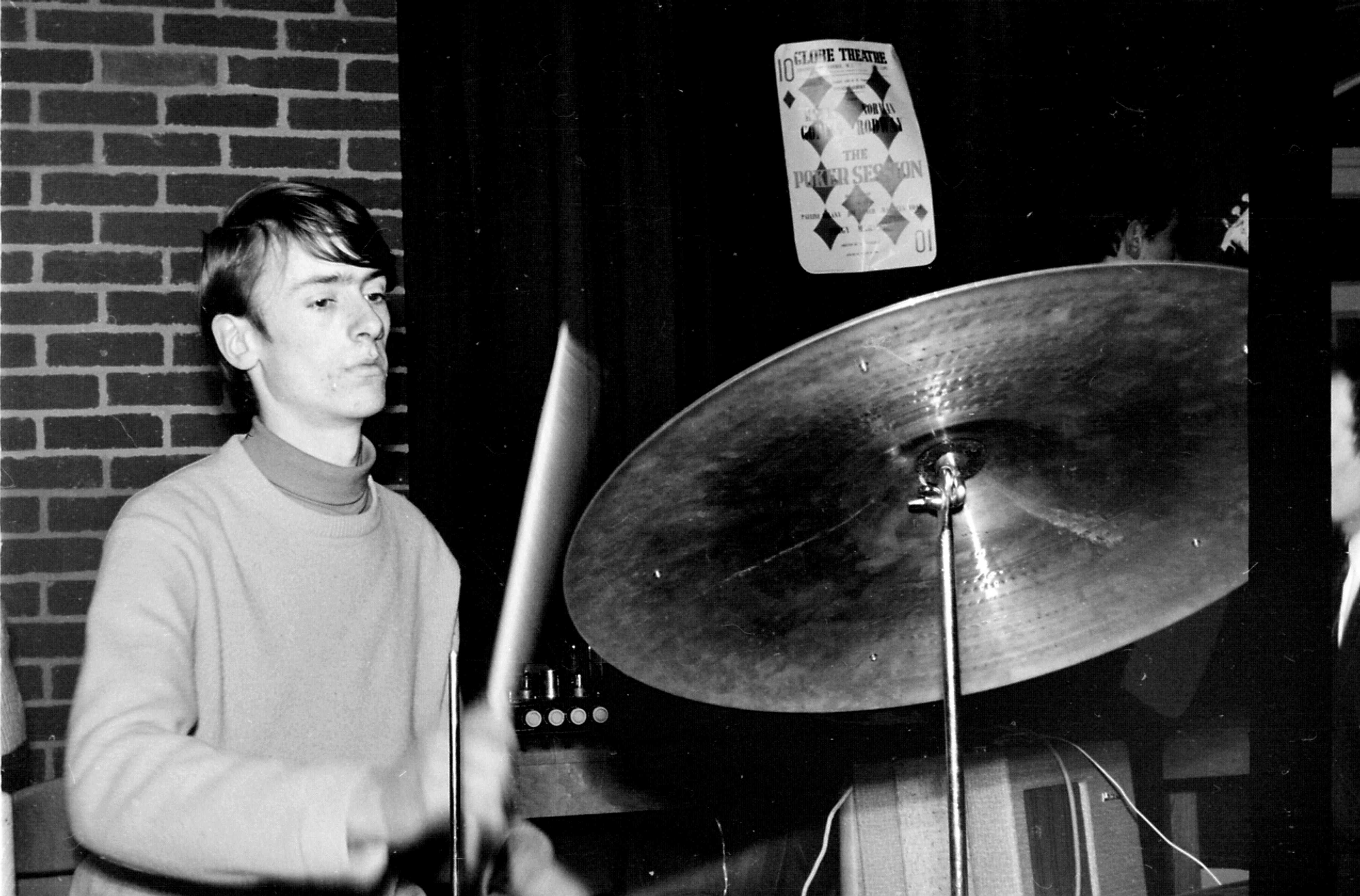
Schlagzeuger Grant Serpell

Georg Kajanus veröffentlichte in den 1980er Jahren drei Alben mit der Popband DATA, in den 1990er Jahren ein Album mit NOIR sowie ein Soloalbum; Henry Marsh komponierte Musik fürs Fernsehen; Grant Serpell unterrichtete Chemie; Phil Pickett schloss sich Culture Club an und ist Co-Autor von deren weltweiten Hits Karma Chameleon und It’s a Miracle.

## Diskografie

### Alben
| Jahr | Titel          | Höchstplatzierung, Gesamtwochen, AuszeichnungChartplatzierungen (Jahr, Titel, Platzierungen, Wochen, Auszeichnungen, Anmerkungen) | Höchstplatzierung, Gesamtwochen, AuszeichnungChartplatzierungen (Jahr, Titel, Platzierungen, Wochen, Auszeichnungen, Anmerkungen) | Höchstplatzierung, Gesamtwochen, AuszeichnungChartplatzierungen (Jahr, Titel, Platzierungen, Wochen, Auszeichnungen, Anmerkungen) | Höchstplatzierung, Gesamtwochen, AuszeichnungChartplatzierungen (Jahr, Titel, Platzierungen, Wochen, Auszeichnungen, Anmerkungen) | Höchstplatzierung, Gesamtwochen, AuszeichnungChartplatzierungen (Jahr, Titel, Platzierungen, Wochen, Auszeichnungen, Anmerkungen) | Anmerkungen |
| Jahr | Titel          | DE | AT | CH | UK | NL | Anmerkungen |
| ---- | -------------- | --- | --- | --- | --- | --- | ----------- |
| 1974 | Sailor         | — | — | — | — | NL2 (21 Wo.)NL |             |
| 1975 | Trouble        | DE3 (40 Wo.)DE | AT5 (16 Wo.)AT | — | UK45 Silber · (8 Wo.)UK | NL4 (9 Wo.)NL |             |
| 1976 | The Third Step | DE11 (22 Wo.)DE | — | — | UK— SilberUK | — |             |
| 1977 | Check Point    | DE44 (2 Wo.)DE | — | — | — | — |             |

grau schraffiert: keine Chartdaten aus diesem Jahr verfügbar
Weitere Alben
- 1978: Hideaway
- 1980: Dressed for Drowning
- 1991: Sailor
- 1992: Street Lamp
- 1996: Legacy (Greatest & Latest)
- 2002: Live in Berlin
- 2005: Live – One Drink Too Many
- 2006: A Glass of Champagne – Live
- 2008: Traffic Jam: Sound and Vision (CD + DVD)

### Kompilationen
- 1978: Greatest Hits
- 1990: Girls Girls Girls – The Very Best of Sailor
- 1994: Hits & Highlights
- 1995: Greatest Hits
- 2005: Best – Down by the Docks
- 2007: Buried Treasure
- 2007: A Glass of Champagne (2 CDs)
- 2007: Treasure Trove – Anthology 1975–2005 (2 CDs)
- 2008: Sailor & Trouble
- 2009: The Third Step & Checkpoint
- 2009: First Original Recordings (19 ACC-Files)

### Singles
| Jahr | Titel Album                       | Höchstplatzierung, Gesamtwochen, AuszeichnungChartplatzierungen (Jahr, Titel, Album, Platzierungen, Wochen, Auszeichnungen, Anmerkungen) | Höchstplatzierung, Gesamtwochen, AuszeichnungChartplatzierungen (Jahr, Titel, Album, Platzierungen, Wochen, Auszeichnungen, Anmerkungen) | Höchstplatzierung, Gesamtwochen, AuszeichnungChartplatzierungen (Jahr, Titel, Album, Platzierungen, Wochen, Auszeichnungen, Anmerkungen) | Höchstplatzierung, Gesamtwochen, AuszeichnungChartplatzierungen (Jahr, Titel, Album, Platzierungen, Wochen, Auszeichnungen, Anmerkungen) | Höchstplatzierung, Gesamtwochen, AuszeichnungChartplatzierungen (Jahr, Titel, Album, Platzierungen, Wochen, Auszeichnungen, Anmerkungen) | Anmerkungen |
| Jahr | Titel Album                       | DE | AT | CH | UK | NL | Anmerkungen |
| ---- | --------------------------------- | --- | --- | --- | --- | --- | ----------- |
| 1974 | Traffic Jam Sailor                | — | — | — | — | NL4 (9 Wo.)NL |             |
| 1975 | Sailor                            | — | — | — | — | NL2 (10 Wo.)NL |             |
| 1975 | A Glass of Champagne Trouble      | DE3 (26 Wo.)DE | AT8 (20 Wo.)AT | CH3 (15 Wo.)CH | UK2 Silber · (12 Wo.)UK | NL5 (10 Wo.)NL |             |
| 1976 | Girls, Girls, Girls Trouble       | DE2 (27 Wo.)DE | AT3 (24 Wo.)AT | CH2 (19 Wo.)CH | UK7 (8 Wo.)UK | NL2 (10 Wo.)NL |             |
| 1976 | Stiletto Heels The Third Step     | DE12 (20 Wo.)DE | — | — | UK11 (6 Wo.)UK | — |             |
| 1977 | One Drink Too Many The Third Step | DE22 (13 Wo.)DE | AT21 (4 Wo.)AT | — | UK35 (4 Wo.)UK | — |             |
| 1977 | Down by the Docks Checkpoint      | DE24 (9 Wo.)DE | — | — | — | — |             |
| 1978 | Give Me Shakespeare Hideaway      | — | AT21 (4 Wo.)AT | — | — | — |             |
| 1990 | The Secretary Sailor              | DE33 (17 Wo.)DE | — | — | — | — |             |
| 1991 | La Cumbia Sailor                  | DE25 (16 Wo.)DE | AT24 (4 Wo.)AT | — | — | NL6 (9 Wo.)NL |             |
| 1992 | Latino Lover Street Lamp          | DE61 (6 Wo.)DE | — | — | — | — |             |

Weitere Singles
- 1975: Blue Desert
- 1975: Let’s Go to Town
- 1975: Jacaranda
- 1977: Cool Breeze
- 1978: Romance
- 1978: All I Need Is a Girl
- 1978: The Runaway
- 1978: Stay the Night
- 1979: Stranger in Paris
- 1980: Don’t Send Flowers
- 1980: Runaway
- 1981: Danger on the Titanic
- 1981: Hat Check Girl (Promo)
- 1991: Music
- 1991: Knock Knock
- 1992: It Takes 2 to Tango
- 1992: Precious Form
- 1996: Karma Chameleon (Promo)

### Videoalben
- 2003: Pirate Copy: Live! In Concert
- 2005: Live in Concert at the Swan Theatre
- 2008: Live in Concert

## Auszeichnungen
RSH-Gold
- 1992: in der Kategorie „Comeback des Jahres“